# Waking the Demon
Singles de Bullet for My Valentine
Hearts Burst Into Fire
(2008)
Waking the Demon est le troisième single de Bullet for My Valentine provenant de l'album Scream Aim Fire. Le clip de Waking the Demon a été écrit et dirigé par Max Nichols (fils du réalisateur Mike Nichols).
Le thème de la chanson est une revanche envers des despotes à l'école. Matt Tuck, chant lead et guitariste, dit : « Waking the Demon is about finding someone's inner demon. Most of us in the band got pushed around in school so the song is about getting tormented, day in and day out for years, and then one day - 'snap!' - fight back! » (Waking the Demon parle de trouver son démon intérieur, la plupart des membres du groupe ont été tyrannisés à l'école alors la chanson parle d'être maltraité, chaque jour pendant des années, et un jour - 'Snap!' - répondre et se battre!). Il y a 2 versions de la chanson. Une peut être trouvée sur Myspace et l'autre peut être trouvée sur YouTube ou des sites similaires. La version non-éditée est celle disponible sur YouTube, il y a du sang sur les mains et la bouche du loup-garou. Sur la version de Myspace, on ne voit pas cette scène, sur cette version le chant de Matt a été changé, il ne crie donc plus pendant les pré-versets, seul Jay crie pendant les pré-versets.
Le 9 avril 2008, Bullet for My Valentine a réalisé un trealer spécial pour l'arrivée de Waking the Demon. La vidéo est sortie le 16 avril 2008 via MySpace video.
Le clip est sur un adolescent fan de Heavy/Metal qui est maltraité à son lycée par un groupe de rigolos, le leader de ce groupe sort avec une fille qui travaille avec l'adolescent pour l'aider à tuer les despotes. Durant la vidéo, l'adolescent coche chaque date sur son calendrier situé dans son casier. Il entoure la dernière date, le 28 avril, où l'on peut voir écrit « full moon » (pleine lune). Cette nuit là, il observe le leader qui attend sa copine dans la forêt, elle lui a demandé de venir la rejoindre ici pour qu'il puisse le tuer. L'adolescent envoie une balle remplie avec quelque chose sur la voiture du leader pour qu'il le poursuive dans la forêt. Au moment du solo, l'adolescent tombe sur ses genoux et l'on voit la lune à travers les nuages, lorsque l'adolescent se relève, il est devenu un loup-garou. Le despote approche du loup-garou et celui-ci le tue probablement puisque ensuite, on voit du sang sur ses mains et sa bouche. Le jour suivant à l'école, on aperçoit des papiers affichés sur les casiers où l'on peut voir une photo de l'ancien leader avec écrit « Missing ». Le nouveau leader fait tomber les livres de l'adolescent et repart avec sa copine (qui est celle de l'ancien). Un peu plus loin la fille se retourne et regarde l'adolescent avec des yeux rouges pour montrer qu'elle aussi est un loup-garou. L'adolescent barre d'une croix le premier jour du mois de mai, le sourire aux lèvres...

## Pistes
1. Waking the Demon - 4:08
2. Say Goodnight [Acoustic] - 3:14

## Pistes du CD promo
1. Waking the Demon (Rock Radio Mix) - 4:08

## Membres du groupe
- Matthew Tuck - chant, guitare
- Michael Paget - guitare, back chant
- Jason James - basse, back chant
- Michael Thomas - batterie

## Charts
| Chart                       | Peak Chart Position |
| --------------------------- | ------------------- |
| U.S. Mainstream Rock Tracks | 39                  |